# Гольцев, Юрий Витальевич
Юрий Витальевич Гольцев (бел. Юрый Віталевіч Гольцаў; род. 19 сентября 1995, Гродно) — белорусский футболист, защитник польского клуба «Окенце».

## Клубная карьера
Воспитанник футбольной школы клуба. «Белкард». За гродненскую команду выступал во Второй лиге в 2012 году, а затем перешел в дубль «Немана». В 2014 году стал привлекаться в основной команде. 19 октября 2014 года дебютировал в Высшей лиге, выйдя на замену в матче против бобруйской «Белшины» (3:1). По итогам сезона он принял участие ещё в трёх матчах команды, а в 2015 году выступал только за дубль и в основной состав не привлекался.
В марте 2016 года был отдан в аренду в клуб «Лида» до конца сезона. В марте 2017 года аренда была продлена на следующий сезон. Был одним из основных игроков команды. Покинул лидский клуб по окончании сезона 2017.
В начале 2021 года перешел в варшавский клуб «Окенце» из шестого дивизиона Польши.

## Статистика
| Сезон | Дивизион | Клуб           | Страна   | Матчи | Голы |
| ----- | -------- | -------------- | -------- | ----- | ---- |
| 2012  | Д3       | Белкард        | Беларусь | 14    | 0    |
| 2013  | дубль    | Неман (Гродно) | Беларусь | 26    | 2    |
| 2014  | Д1       | Неман (Гродно) | Беларусь | 4     | 0    |
| 2015  | дубль    | Неман (Гродно) | Беларусь | 15    | 2    |
| 2016  | Д2       | Лида           | Беларусь | 24    | 0    |
| 2017  | Д2       | Лида           | Беларусь | 24    | 0    |